# Pista intermedia
Pista intermedia är en ringmaskart som beskrevs av Webster och Benedict 1884. Pista intermedia ingår i släktet Pista och familjen Terebellidae. Inga underarter finns listade i Catalogue of Life.